# Protocol de múltiples spanning tree
El protocol i l'algoritme de Multiple Spanning Tree (MSTP) ofereixen una connectivitat simple i completa assignada a qualsevol LAN virtual (VLAN) determinada a través d'una xarxa d'àrea local en pont. MSTP utilitza unitats de dades de protocol pont (BPDU) per intercanviar informació entre dispositius compatibles amb spanning-tree, per evitar bucles a cada instància de Multiple Spanning Tree (MSTI) i a l'arbre spanning comú i intern (CIST), seleccionant camins actius i bloquejats. Això es fa també amb el protocol Spanning Tree (STP) sense necessitat d'habilitar manualment els enllaços de còpia de seguretat i eliminar el perill de canvi de bucle.
A més, MSTP permet que les trames/paquets assignats a diferents VLAN segueixin camins separats, cadascun basat en un MSTI independent, dins de regions MST compostes per xarxes d'àrea local (LAN) i ponts MST. Aquestes regions i els altres ponts i LAN estan connectats en un únic arbre de distribució comú (CST).

## Història i motivació
Es va definir originalment a IEEE 802.1s com una esmena a 802.1Q, edició de 1998 i posteriorment es va fusionar amb l'estàndard IEEE 802.1Q-2005, defineix clarament una extensió o una evolució del protocol Spanning Tree (STP) de Radia Perlman i el Rapid Spanning. Protocol d'arbre (RSTP). Té algunes similituds amb el protocol MISTP (Multiple Instances Spanning Tree Protocol) de Cisco Systems, però hi ha algunes diferències.
L'STP i l'RSTP originals funcionen a nivell d'enllaç físic, evitant els bucles de pont quan hi ha camins redundants. No obstant això, quan una LAN es virtualitza mitjançant un tronc VLAN, cada enllaç físic representa múltiples connexions lògiques. El bloqueig d'un enllaç físic bloqueja tots els seus enllaços lògics i força tot el trànsit a través dels enllaços físics restants dins de l'arbre d'abast. Els enllaços redundants no es poden utilitzar en absolut. A més, sense un disseny acurat de la xarxa, es poden utilitzar enllaços aparentment redundants a nivell físic per connectar diferents VLAN i bloquejar qualsevol d'elles pot desconnectar una o més VLAN, provocant camins incorrectes.
En lloc d'això, MSTP proporciona una utilització potencialment millor dels camins alternatius, ja que permet l'ús d'arbres spanning alternatius per a diferents VLAN o grups de VLAN.

## Principals Entitats

### Multiple Spanning Tree Instances (MSTI)

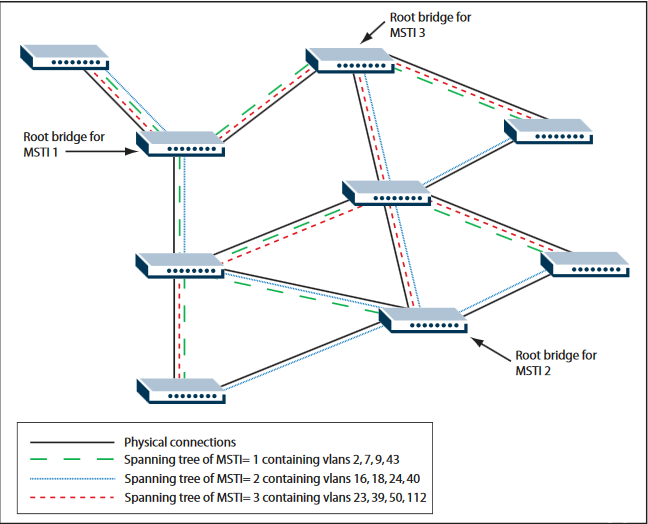
Diferents arbres spanning creats per diferents MSTI en el mateix disseny físic.

Com que MSTP permet agrupar i mapejar VLAN en diferents instàncies d'arbre d'abast, hi ha una necessitat de determinar un grup o conjunt de VLAN, que fan servir el mateix arbre d'abast, això és el que coneixem com a MSTI.
Cada instància defineix una única topologia de reenviament per a un conjunt exclusiu de VLAN, en canvi, les xarxes STP o RSTP conté només una única instància d'arbre d'abast per a tota la xarxa, que conté totes les VLAN. Una regió pot incloure:
- Instància d'arbre d'abast intern (IST) : instància d'arbre d'abast per defecte a qualsevol regió MST. Totes les VLAN d'aquesta instància IST conformen una única topologia d'arbre spanning, que només permet una ruta de reenviament entre dos nodes qualsevol. També proporciona el commutador arrel per a qualsevol commutador configurat per VLAN que no estigui assignat específicament a un MSTI.
- Instància d'arbre d'abast múltiple (MSTI) : a diferència d'IST, aquest tipus d'instància inclou totes les VLAN estàtiques assignades específicament a ell i, almenys, ha d'incloure una VLAN.

Tot i que cada MSTI pot tenir diverses VLAN, cada VLAN només es pot associar amb un MSTI.

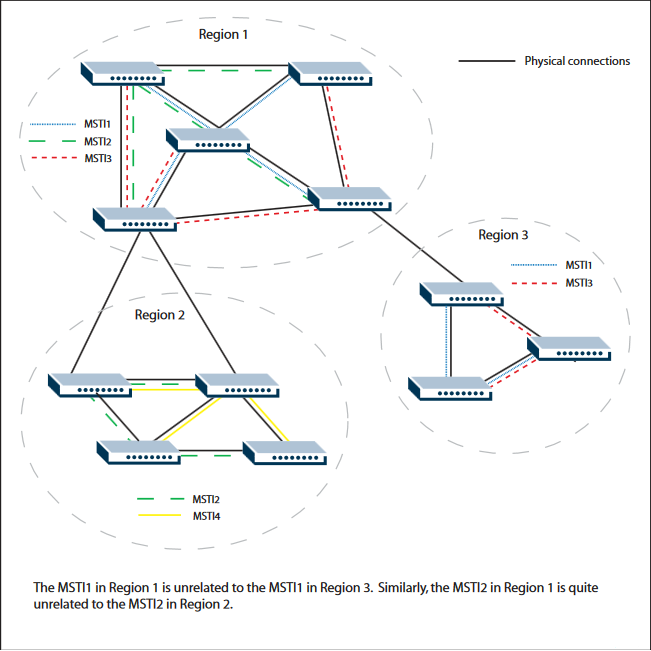
MSTI a diferents regions.

### Regions MSTP
Un conjunt de commutadors interconnectats que han d'haver configurat les mateixes VLAN i MSTI, també tenen els mateixos paràmetres següents:
- Nom de configuració MST
- Nivell de revisió
- Recapitulació de configuració: mapatge de quines VLAN s'assignen a quines instàncies MST.

Un MSTI no pot abastar les regions MST a causa de la seva localitat inherent a una sola regió MST. Això es fa mitjançant un número d'identificació per a cada MSTI. Per assolir la tasca d'assignar cada pont a una regió, cada commutador/pont ha de comparar els seus identificadors de configuració MST (selector de format, nom de regió, nivell de revisió i resum de configuració), qualsevol d'ells representa el mapeig de VLAN a MSTI per a cada pont.

### Arbre d'abast comú i intern (CST/CIST)

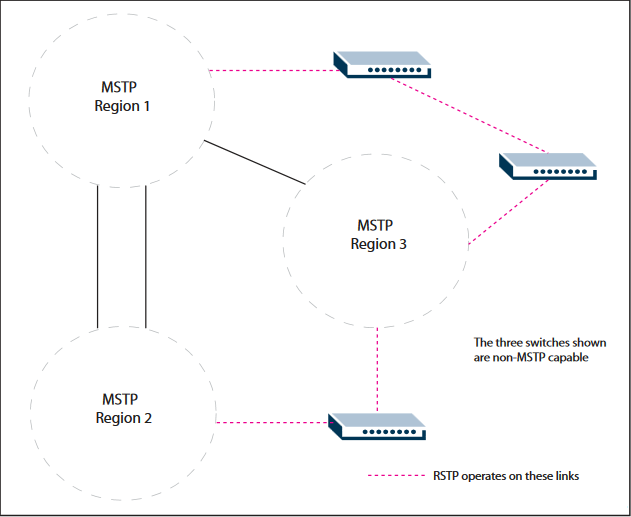
CIST opera enllaços entre regions i amb dispositius SST.

Podem diferenciar dos tipus de Spanning Trees conformats en les diferents xarxes creades per MSTP, aquestes són:
- Common Spanning Tree (CST): administra la connectivitat entre regions MST, LAN STP i LAN RSTP en una xarxa pont.
- Common Internal Spanning Tree (CIST): identifica regions d'una xarxa i administra el pont arrel CIST per a la xarxa, per a cada regió i per a cada instància d'arbre d'abast de cada regió. També és la instància d'arbre spanning per defecte de MSTP, de manera que qualsevol VLAN que no sigui membre d'un MSTI particular, serà membre del CIST. A més, funciona igual que l'arbre spanning que s'executa entre regions i entre regions MST i entitats Single Spanning Tree (SST).

El paper del Common Spanning Tree (CST) en una xarxa i del Common and Internal Spanning Tree (CIST) configurat a cada dispositiu, és evitar bucles dins d'una xarxa més àmplia que puguin abastar més d'una regió MSTP i parts de la xarxa. s'executa en mode STP o RSTP heretat.

#### Unitats de dades de protocol pont MSTP (BPDU)
La seva funció principal és permetre que MSTP seleccioni els seus ponts arrel per al CIST adequat i cada MSTI. MSTP inclou tota la seva informació de l'arbre d'abast en un sol format BPDU. No només redueix el nombre de BPDU necessaris en una LAN per comunicar la informació de l'arbre que abasta cada VLAN, sinó que també garanteix la compatibilitat amb RSTP (i, de fet, també l'STP clàssic).
El format general de les BPDU inclou una part genèrica comuna -octets 1 a 36- que es basen en les definides a l'estàndard IEEE 802.1D, 2004, seguida de components específics per a CIST -octets 37 a 102. Els components específics de cada MSTI s'afegeixen a aquest bloc de dades BPDU.
Informació de la taula BPDU i STP Les BPDU mostren un resum més profund del format MSTP BPDU i, a més, informació addicional sobre com estava estructurat aquest objecte en versions anteriors o diferents d'aquest protocol com STP i RSTP, mantenint la seva compatibilitat.